# Eupastranaia
Eupastranaia là một chi bướm đêm thuộc họ Crambidae.